# Puccinellia vahliana
Puccinellia vahliana (Покісниця вальська) — вид трав'янистих рослин родини Тонконогові (Poaceae). Поширений в арктичних областях Північної Америки та Європи. Видовою назвою вшановано данського ботаніка й зоолога Мартіна Валя.

## Опис
Це багаторічні трав'янисті поодинокі рослини, які ростуть в дуже щільних, як правило, невеликих купинах. Коріння характерно скручене. Базальні піхви блідо-солом'яного забарвлення, з вираженими жовтуватими прожилками. Стебла 4–10(12) см, розлогі або рідше прямостійні, гладкі й голі, з 1–2 листками. Листки 1.5–5 см завдовжки, гладкі і голі, жовтувато-зелені або червонуваті. Лігули (1)1.5–2 мм, тупі або гострі.
Одиниці суцвіття Poaceae — колоски, майже завжди численні в волотях або колосоподібних суцвіттях. Колоски складаються з 2-х лусок (приквіток для колоска) і одної або кількох квіток.
Суцвіття — від вузько довгастих до довгастих, невеликі волоті, до 3–4 × 1–1.5 см, які займають 1/2–1/4 від довжини стебла. Волоті з 3–6 вузлами з 2–3 гілочками в кожному з нижніх вузлів. Колоски 5–8 × 1.5–2.5 мм, з 4–6 квітами. Приквітки (луски і леми) з закругленими спинками. Луски зазвичай майже рівні (нижня трохи коротша й вужча, ніж верхня, рідше значно коротша), 2.5–4.5 × 0.8–1.2 мм, приблизно такої ж довжини що й нижні леми, вузько довгасті або оберненояйцюваті, вершини закруглені або підгострі, з 3–5 різними прожилками, гладкі й голі, фіолетові, іноді зелені, з вузьким золотисто-жовтим краєм і вершиною. Леми 2.5–4.5 × 1.5–2.2 мм, вузько довгасті, тупі або підгострі, з 5(7) прожилками, з довгими волосками на проксимальній половині жилок, в іншому випадку гладкі й голі, фіолетові з широкими золотисто-жовтими і білими краями й верхівкою. Пиляки приблизно 1 мм. Плоди — сім'янки (з одною насіниною). 2n = 14 (2x).

## Відтворення
Статеве розмноження насінням; немає вегетативного розмноження. Запилюється вітром. Немає спеціального пристосування до поширення насіння. Поширюється, ймовірно, в основному вітром, поверхневими водами, іноді, можливо, птицею.

## Поширення
Північна Америка (Ґренландія, Канада, Аляска — США), Європа (Шпіцберген — Норвегія, арктичноєвропейська Росія). Повідомлення про зростання виду в окремих районах Сибіру потребують підтвердження.

## Екологічна приуроченість
Трапляється на пересіченій та відкритій місцевості в не дуже вологій моховій тундрі й вологих пустищах, як правило, на дрібнозернистих субстратах, але іноді й на гравію. Не знайдений на кислих субстратах і рідко на приблизно нейтральних.